# Charles Eady, 2. Baron Swinfen
Charles Swinfen Eady, 2. Baron Swinfen (* 2. Februar 1904; † 19. März 1977) war ein britischer Peer, Rechtsanwalt und Politiker.

## Leben
Er war der Sohn des Juristen Charles Eady, 1. Baron Swinfen, aus dessen Ehe mit Blanche Maude Lee.
Er besuchte das Eton College, studierte am Christ Church College der Universität Oxford und wurde 1931 am Inner Temple als Barrister zugelassen.
Er war noch minderjährig, als er beim Tod seines Vaters 1919 dessen Adelstitel als Baron Swinfen erbte. Nachdem er 1925 volljährig geworden war, nahm er den mit dem Titel verbundenen Sitz im House of Lords ein. 

## Ehe und Nachkommen
In erster Ehe heiratete er am 23. Januar 1937 Mary Aline Farmar (1912–2002). Aus dieser Ehe, die 1945 geschieden wurde, hatte er zwei Söhne:
- Roger Mynors Swinfen Eady, 3. Baron Swinfen (1938–2022) ⚭ 1962 Patricia Anne Blackmore;
- Hon. Hugh Toby Swinfen Eady (1941–2017) ⚭ 2002 Xue Xinran.

Am 10. November 1950 heiratete er in zweiter Ehe Averil Kathleen Suzanne Humphreys († 2007), geschiedene Exgattin des Andrew Knowles. Diese Ehe blieb kinderlos.